# Li Hongchen
Li Hongchen (* 29. Oktober 1975 in Harbin) ist ein chinesischer Curler und Curlingtrainer. Er war Lead des chinesischen Nationalteams und Mitglied des Harbin Curlingclub.

## Karriere
Als Spieler gewann er als Lead unter Skip Wang Fengchun die Pazifikmeisterschaft 2009.
Im Februar 2010 nahm Li als Mitglied des chinesischen Teams an den Olympischen Winterspielen 2010 in Vancouver (Kanada) teil. Die Mannschaft belegte den achten Platz.
Li betreut als Trainer die chinesischen Nationalmannschaften der Männer und Frauen sowie die Rollstuhlmannschaft bei internationalen Wettkämpfen. Bei den Juniorenpazifikmeisterschaften führte er die Mannschaft der Frauen einmal (2007) und die der Männer dreimal (2008, 2009 und 2011) zum Sieg der Juniorenpazifikmeisterschaft. Seine größten Erfolge als Trainer waren die Goldmedaillen der Männer bei den Pazifik-Asienmeisterschaften 2012, 2013 und 2014 sowie eine Bronzemedaille 2015.